# Pueblo (architettura)

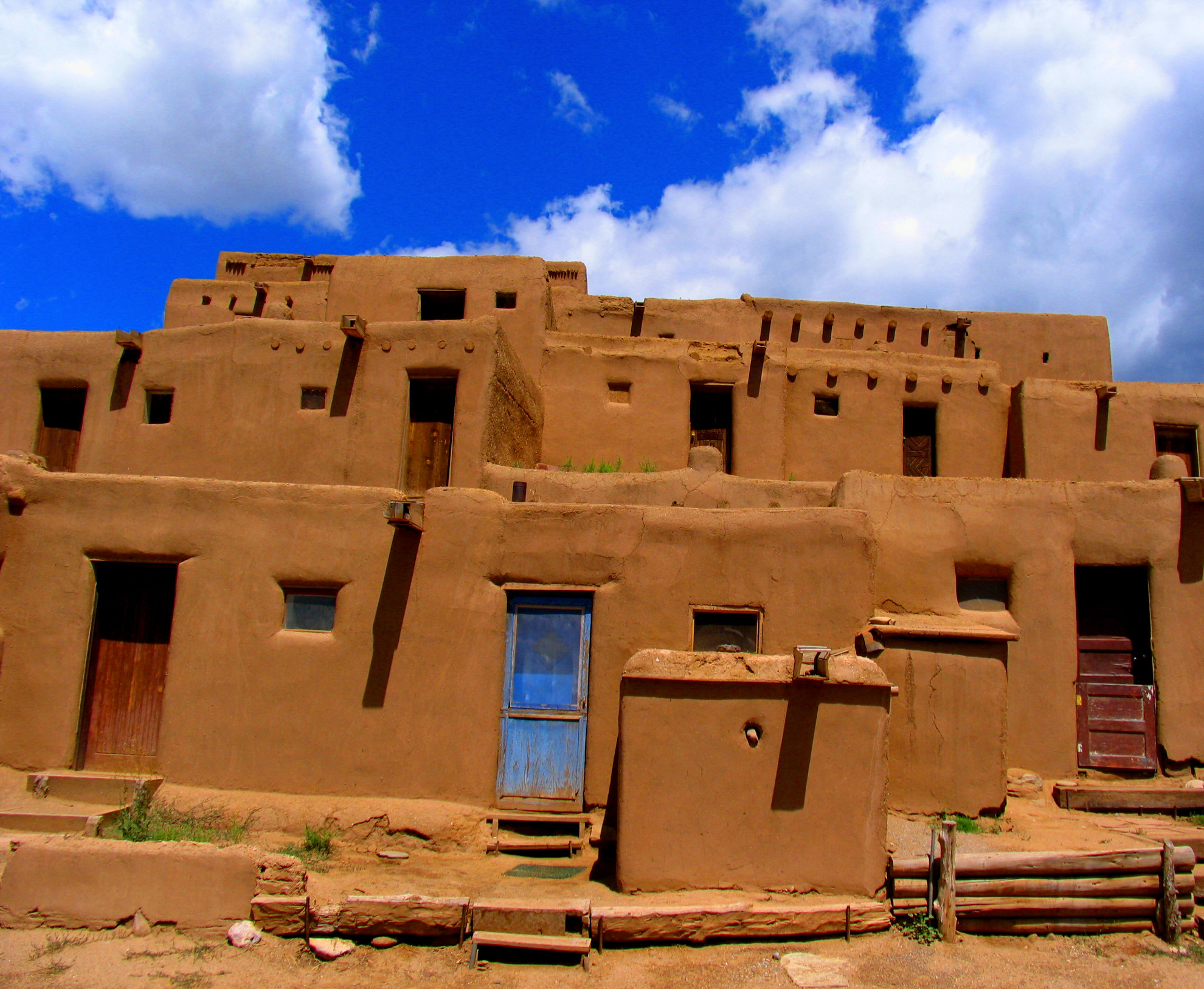
Pueblo di Taos, (Nuovo Messico)

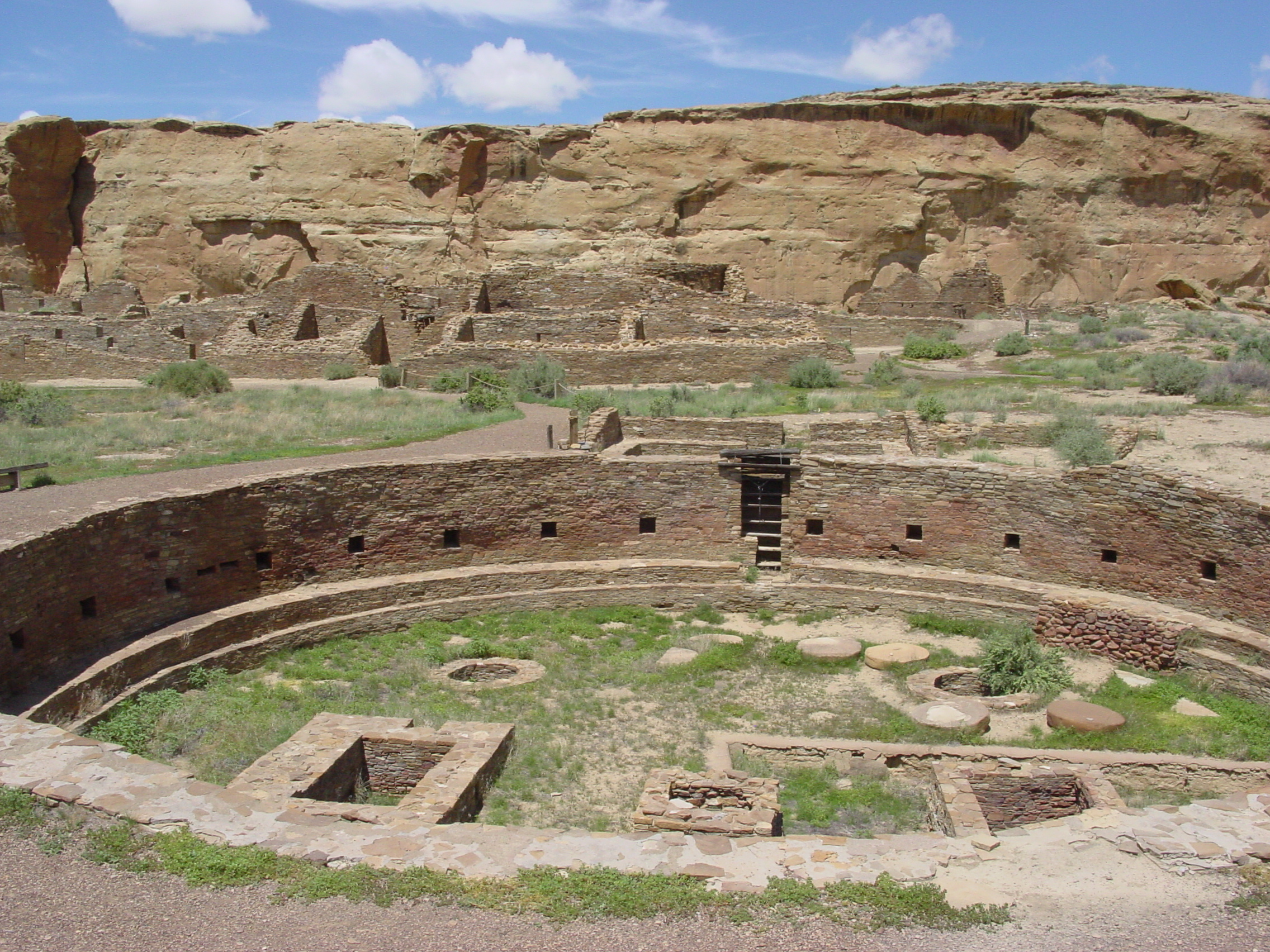
Kiva di Chaco Canyon

I Pueblo sono una tipologia di villaggi realizzati storicamente dai popoli nativi americani nelle aree del Nuovo Messico e Arizona.
La parola pueblo è una parola della lingua spagnola ed in questa lingua può significare indistintamente sia popolo sia villaggio, la parola spagnola deriva dal latino popŭlus che significa "popolo".
I villaggi erano costituiti da case costruite in adobe soprattutto attorno a grandi muraglie di roccia; si componevano di varie stanze, solitamente rettangolari, tutte collegate fra loro, e potevano raggiungere anche i cinque o sei piani. 
I piani superiori erano solitamente digradanti e quindi i villaggi assumevano l'aspetto di gigantesche gradinate.
Il piano inferiore era privo di porte e finestre e l'accesso alle abitazioni avveniva tramite scale a pioli che venivano ritirate in caso di pericolo. Di solito l'ultimo piano aveva funzioni di deposito per acqua o derrate alimentari.
Per ragioni di sicurezza i pueblo erano solitamente costruiti addossati a pareti rocciose aggettanti o verticali quali ad esempio quelle delle mese tipiche del sud-ovest degli Stati Uniti. In alcuni casi i pueblo erano costruiti direttamente in cima ad una mesa, un esempio di questo tipo è il pueblo di Acoma.
Nell'interno di queste costruzioni si trovava uno spiazzo aperto utilizzato per riunioni rituali. In questo spiazzo si trovava solitamente l'accesso ad un locale sotterraneo circolare, detto kiva usato solo da uomini per le cerimonie religiose o dai clan per le iniziazioni dei componenti.
I pueblo vennero costruiti da un popolo chiamato Anasazi: erano vere e proprie città che però furono abbandonate prima della venuta dell'uomo bianco, probabilmente a causa delle siccità e dei continui attacchi da parte degli Atabaschi, gli antenati degli Apache e dei Navajo. Dalle loro abitazioni presero il nome di “Pueblo” o “Pueblos” anche gli indiani che le abitavano.